# 人生は三百六十五歩のマーチ
『人生は三百六十五歩のマーチ』（じんせいはさんびゃくろくじゅうごほのまーち）は、2018年10月13日から2020年9月26日まで、BSフジで、毎週土曜日 16:00 - 17:30（JST）に放送されていたトーク番組である。

## 概要
かつて土曜昼に生放送された『DO YOU?サタデー』（2016年4月30日 - 2017年3月25日）、『水前寺清子情報館』（2017年4月29日 - 2018年9月29日）から続く水前寺清子MCの番組であるが、本番組ではこれまでの情報番組路線から転向し、毎回1名（1組）の歌手や俳優を迎えてのトークや、曲にまつわる秘話などを伝える構成となっている。

## 出演者
- 水前寺清子 - メイン司会
- 中田有紀
- ヤマト（はやぶさ） - 「名曲誕生ものがたり」コーナーのみ出演
- 藤巻恵理子（ナレーション）

過去
- 新沼謙治（～2019年9月末まで）

## コーナー
ゲストとのトークコーナー
ゲストの人生年表からトークを展開する。ゲストが歌手であった場合は往年のヒット曲や新曲なども披露する。
注目の旬メロディー
若手歌手が出演する。新曲も披露。
名曲誕生ものがたり
はやぶさのヤマトが名曲の誕生秘話について、メイン司会の3人と共にトークを展開する。
折込みインフォメーション
BSフジの一推し番組の告知や通販などをメイン司会の3人と共に行う。